# Каква језик
Каква језик је језик из породице нило-сахарских језика, нилотска грана. Њиме се служи око 40.000 становика у вилајету Централна Екваторија око града Јеј у Јужном Судану, приближно 130.000 становника Уганде и 20.000 појединаца у ДР Конгу. Састоји се из неколико дијалеката, и користи латинично писмо.